# Skala Newtona
Skala Newtona – skala termometryczna, nazwana tak od nazwiska brytyjskiego uczonego, Isaaca Newtona, który opracował ją około roku 1700.
Newton opracował skalę w oparciu o kilka wyznaczonych przez siebie temperatur odpowiadającym określonym zjawiskom. Skala była problematyczna w użyciu, dlatego dopiero później zmienił jej opis definiując dwa charakterystyczne punkty – topnienie i wrzenie wody, którym przypisał temperatury 0 i 33 °N.
Jego skala stała się podstawą do opublikowania później przez Celsjusza własnej skali, którą tworzył mając wiedzę o pracach Newtona w tej dziedzinie.
| Skale       | na inne skale                | na skalę Newtona               |
| ----------- | ---------------------------- | ------------------------------ |
| Celsjusza   | [°C] = [°N] × 100⁄33         | [°N] = [°C] × 33⁄100           |
| Fahrenheita | [°F] = [°N] × 60⁄11 + 32     | [°N] = ([°F] – 32) × 11⁄60     |
| Kelvina     | [K] = [°N] × 100⁄33 + 273,15 | [°N] = ([K] – 273,15) × 33⁄100 |